# Obe 1 Kanobe
Obe 1 Kanobe (О́би Ва́н Кано́би; настоящее имя — Вартико́в Ники́та Ю́рьевич; род. 11 мая 1985, Москва, СССР) — российский рэпер, в прошлом участник баттл-площадки «Versus Battle». Обрёл узнаваемость благодаря своим эксцентричным выступлениям на рэп-баттлах. В своём творчестве часто ссылается на киносагу «Звёздные войны».

## Биография
Родился 11 мая 1985 года в Москве, в районе Гольяново. Его отец — Юрий Вартиков, бывший работник МИД. По словам Никиты, у него есть старший брат и сестра. После первого класса школы семья перебралась в США, где прожила до 1998 года. Будучи меломаном, молодой Никита не делил музыку на жанры, слушая разные направления. Из рэпа особенно выделял российские группы «Bad Balance» и «White Hot Ice».
В 2002 году получил первую судимость, когда неизвестные люди подкинули ему наркотические вещества неизвестного происхождения.
В 2003 году поступил в институт по специальности «менеджмент». Из Академии труда и социальных отношений студент перевелся в Московский институт психоанализа. Лекции не посещал, накопил большое количество задолженностей, однако диплом получил. По специальности не работал.

## Творчество

### «Supreme Playaz Connection», «Кризис Рекордс», «ZM Nation» (2006—2009)
В 2006 году на Кутузовском проспекте в Москве было основано объединение «Supreme Playaz Connection». В него входили как и более молодые рэперы (Obe 1 Kanobe, Дуня, Tommy Blunt, Грубый Ниоткуда), так и уже состоявшиеся исполнители (Loc Dog, MC Молодой, СД). Некоторые треки записывались на домашней студии «73REC».
27 июня 2007 года объединение выпустило свой первый релиз — «Supreme Playaz — Vol.1.».
25 мая 2008 года в сети появился микстейп «По Грязи». Позже, в этом же году, был представлен релиз «Пакет vol.1-2».
В 2009 году Никита был вынужден покинуть объединение из-за разногласий с другими участниками.
Мы очень хорошо бомбили, но грубо говоря, не все в коллективе были талантливыми и хотели заниматься этим делом. Я чувствовал обиду с их стороны. Причём с теми, кто нормально своё дело делает, я отлично общаюсь. Но эти завистники! Вот, например, нас зовут в сериал какой-то — про кадетов или солдат, не помню уже. Мы приходим, и я узнаю, что там всем дали тексты учить, а мне даже никто про это не сказал. Я в то время как раз познакомился с МС Молодым и начал тесно с ним общаться. И вот эти завистники опять: “Ты с ним пишешься, а с нами нет”. Потом они начали мне предъявлять, что они все делают, а я ничего не делаю. Послал их и ушел.Obe 1 Kanobe для «The Flow»
В 2008 году вместе с МС Молодым и Грубым Ниоткуда основал объединение «Кризис Рекордс». Через год покинул объединение из-за смерти МС Молодого. После на треках появлялся лишь как гость.
В 2009 году был подписан на лейбл Гуфа «ZM Nation», но вскоре ушёл из него, не выпустив ни одного релиза.

### Ранние сольные релизы (2009—2013)
В 2009 году вышел первый сольный релиз Никиты — «The Mixtape», который насчитывает в себе 24 трека. Весной этого же года в сеть публикуется «Путь Джедая» — второй релиз и по совместительству первый альбом, сделанный в коллаборации с рэпером Dozer. Через месяц выходит второй альбом «Скрытая угроза».
В октябре 2010 года выпускает третий альбом под названием «Свиной Грипп».
Зимой 2012 года выходит альбом «Атака Клонов», в котором принимают участие рэперы Гуф и Смоки Мо.
В 2013 году публикуется пятый альбом — «Месть Ситхов».

### «21 грамм», «Haunted Family», «Большая поэзия» (2017—2019)
В мае 2017 года был выпущен последний на данный момент музыкальный альбом «21 грамм». Примечательно, но именно этот релиз Никита считает самым серьёзным и качественным в своём творчестве, называя его своим первым полноценным альбомом.
До этого я больше писал рэп для себя, приходил и бомбил по настроению. Что хочется, то и бомблю, что-то мог закончить, что-то нет. А сейчас более серьезно, полноценно. Дико доволен, каждый трек такой, что мог бы на него клип снять.Obe 1 Kanobe для «The Flow»
В октябре 2017 года выпустил дисс на русско-немецкого рэпера Шокка. У рэперов присутствует длительный конфликт.
В 2018 году становится участником «Haunted Family» — объединения, которым руководит рэпер Кизару. Сам Кизару достаточно лестно отзывался о творчестве Никиты:
Мне нравится в нём то, что он умеет хорошо построить свой панчлайн. Он один из немногих русских рэперов, который, мать его, знает, что такое панчлайн. И если он будет дальше расти в этом направлении, то я считаю, что он будет  одним из серьёзнейших рэперов.
В 2019 году записал саундтрек для фильма Александра Лунгина «Большая поэзия».

## Личная жизнь
В октябре 2016 года рассказывал о том, что когда-то увёл девушку Маркуса Калпака (ныне концертного директора группы «Каспийский Груз»), на тот момент будучи приближенным и общаясь с участниками лейбла Гуфа «ZM Nation».

## Скандалы и инциденты

### Конфликт с 5 Плюх
В 2014 году Никита в своём Твиттере в грубой форме упомянул рэпера 5 Плюх.
В феврале 2018 года Никита, выйдя в прямой эфир, рассказал о том, как 5П (5 Плюх) потерял деньги со своего концерта. 5П запустил ответную трансляцию и со своей стороны попытался опровергнуть слова Никиты, а после вызвал своего оппонента на баттл-площадку «Versus Battle». Никита, ответив на комментарии 5П, принял вызов.

### Конфликт с Птахой
В 2014 году в сеть вышел видеоролик, на котором рэпер Птаха избивает Никиту. Видео сделано недалеко от бара на теплотрассе. Из отдельно взятых фраз можно сделать вывод, что за кадром стояла группа людей, в том числе и из лейбла Птахи «ЦАО Records». После того, как видеоролик c избиением распространился по сети, на телеканале «НТВ» был выпущен репортаж, в котором СМИ взяли интервью у обоих ключевых участников видеоматериала. Конфликт возник из-за того, что Птаха буйно отреагировал на нелицеприятные высказывания Никиты о своём приятеле, — рэпере 5 Плюх. Затем конфронтация Птахи и Никиты перешла в Твиттер.
Позднее в интервью «The Flow» Никита отметил, что у него нет уважения к личности Птахи и намекал на то, что лишь на этом конфликт не закончится.
Я не хочу снова лезть в эту тему. Пусть будет, как сейчас. Она не замята, но просто не хочу подливать масла в огонь. Я и так не забыл про это. Он знает, что мы не поделили. Он гордость свою не поделил. Он мне не нравится как человек. Я его не уважаю. Он не нравится всем: его музыка, его подача, его морда сраная. Что он бьёт по яйцам, когда один на один дерётся. Мне не нравится, что он носит кольцо с Путиным. Всё не нравится.Obe 1 Kanobe для «The Flow»
В декабре 2018 года Никита вместе со своими друзьями напал на Птаху. На фото, которое выкладывал Никита в Твиттере, он утверждал, что у Птахи был с собой пистолет, а также добавил, что Птаха бросил свою девушку, убежав от неё в тот момент, когда за ним погнались. Птаха же, в свою очередь, утверждал, что Никита моментально напал на него со спины с бейсбольной битой.
29 декабря 2018 года Никиту задержали правоохранительные органы, но спустя время освободили под подпиской о невыезде.
После произошедшего инцидента Птаха записал обращение Никите, пригрозив ему и его сообщникам физической расправой:
Мы вас забьём. Хотели войны? Это война! Ты труп. Я тебе отвечаю, я тебе сломаю руки и ноги. Вы три инвалида, я вам гарантирую.
В июне 2022 года на пресс-конференции бойцовской лиги «Наше дело» состоялся анонс боя Оби Вана Каноби и Птахи. Оппоненты пришли на конференцию обсудить предстоящий бой, но из-за экспрессивности участников в студии началась массовая потасовка. Вслед за первой неудачной пресс-конференцией была организована вторая, на которую пришёл друг и сообщник Никиты Роман. В студии вновь завязалась стычка, а позже, на этой же конференции Птаха заявил, что выяснения отношений не закончатся вне зависимости от исхода боя.
21 августа 2022 года Никита заявил в своём Инстаграме, что бой с Птахой отменяется.

### Конфликт с Пашей Техником
В 2016 году Никита начал всячески задевать рэпера Пашу Техника в сети. Позже Паша в уничижительной форме упомянул Никиту в своём треке «Рено Логан».
В декабре 2018 года Паша Техник вышел в трансляцию в Инстаграме и в хамоватой форме высказал своё мнение об освобождении Никиты после нападения на Птаху, где отметил, что задержание было неправомерным.

### Конфликт с Шокком
В 2017 году у Никиты и Шокка завязалась конфронтация в социальных сетях. В октябре Никита записал музыкальный дисс на Шокка.
В декабре 2024 года на баттл-площадке «Кубок МЦ» состоялся рэп-баттл Оби Вана Каноби и рэпера Царь (Czar). Вместе с тем на мероприятие также пришёл и Шокк, чтобы поддержать Царя (Шокк и Царь являются давними приятелями). В начале баттла Шокк и Никита пересеклись в гримёрной, а после завязалась потасовка, в результате которой двух оппонентов разнимала съемочная площадка. Ранее Шокк отправлял Никите сообщение в Телеграме, в котором писал о том, что у них остался некий «незавершённый вопрос».

### Задержание
В марте 2025 года внутри квартиры Никиты Вартикова в Подмосковье обнаружили 25 кустов марихуаны. СМИ предполагают, что рэпер самостоятельно выращивал и продавал запрещённые вещества. Сейчас Вартиков задержан и находится в СИЗО. Сам же Никита Вартиков считает, что его задержали безосновательно. Рэпер связывает своё задержание со словами Птахи, сказанными в 2018, в которых он говорил о том, что Вартиков выращивал марихуану у себя в квартире. Рэперу грозит до 20 лет лишения свободы.

## Участие в рэп-баттлах

### Versus Battle(2014—2020)
- Obe 1 Kanobe vs. Pra(Killa'Gramm) (ничья)
- Obe 1 Kanobe vs. Дима Гамбит (победа — 3:0)
- Obe 1 Kanobe vs. Тато (победа)
- Obe 1 Kanobe vs. Энди Картрайт (победа — 3:0)
- Obe 1 Kanobe vs. ΨBOY (победа — 3:2)
- Obe 1 Kanobe vs. Гарри Топор (поражение — 1:2)
- Obe 1 Kanobe vs. Galat
- Obe 1 Kanobe vs. Пиэм
- Obe 1 Kanobe & Майти Ди vs. МЦ Похоронил & Halloween (поражение — 0:3)

### Кубок МЦ,RBL(2019—2024)
- Кубок МЦ: Obe 1 Kanobe vs. Edik Kingsta (победа — 2:1)
- RBL: Obe 1 Kanobe vs. Хованский (поражение)
- Кубок МЦ: Obe 1 Kanobe vs. Czar (победа — 3:0)